# Бойсі (округ, Айдахо)
Шаблон:StateAbbr_ 44°01′ пн. ш. 115°44′ зх. д. / 44.01° пн. ш. 115.74° зх. д.
Округ  Бойсі (англ. Boise County) — округ (графство) у штаті  Айдахо, США. Ідентифікатор округу 16015.

## Історія
Округ утворений 1864 року.

## Демографія
За даними перепису 
2000 року 
загальне населення округу становило 6670 осіб, усе сільське.
Серед мешканців округу чоловіків було 3422, а жінок — 3248. В окрузі було 2616 домогосподарств, 1899 родин, які мешкали в 4349 будинках.
Середній розмір родини становив 2,93.
Віковий розподіл населення поданий у таблиці:
| Стать    | До 15 років | 15-21 | 22-29 | 30-39 | 40-49 | 50-65 | 65-85 | Понад 85 |
| -------- | ----------- | ----- | ----- | ----- | ----- | ----- | ----- | -------- |
| Чоловіки | 726         | 291   | 190   | 433   | 661   | 722   | 380   | 19       |
| Жінки    | 700         | 279   | 208   | 454   | 651   | 623   | 304   | 29       |

## Суміжні округи
- Веллі — північ
- Кастер — схід
- Елмор — південь
- Ада — південний захід
- Джем — північний захід

## Виноски
1. ↑  (unspecified title) — Москва: ВИНИТИ РАН, 1964. — С. 39. — 235 с.
2. ↑  US Decennial Census. US Census Bureau. Архів оригіналу за 2 березня 2013. Процитовано 28 червня 2014.
3. ↑  Historical Census Browser. University of Virginia Library. Архів оригіналу за 11 серпня 2012. Процитовано 28 червня 2014.
4. ↑  Population of Counties by Decennial Census: 1900 to 1990. US Census Bureau. Архів оригіналу за 30 жовтня 2014. Процитовано 28 червня 2014.
5. ↑  Census 2000 PHC-T-4. Ranking Tables for Counties: 1990 and 2000 (PDF). US Census Bureau. Архів оригіналу (PDF) за 18 грудня 2014. Процитовано 28 червня 2014.
6. ↑  State & County QuickFacts. US Census Bureau. Архів оригіналу за 7 липня 2011. Процитовано 28 червня 2014. [Архівовано 2011-07-03 у Wayback Machine.](англ.) Наведено за англійською вікіпедією.
7. ↑  American FactFinder. Бюро перепису населення США. Архів оригіналу за 26 лютого 2012. Процитовано 31 січня 2008. [Архівовано 2008-05-21 у Wayback Machine.]

| США | Це незавершена стаття з географії США. Ви можете допомогти проєкту, виправивши або дописавши її. |